# Warszawa (песня)
«Warszawa» — инструментальная песня, написанная британским рок-музыкантом Дэвидом Боуи в партнёрстве с Брайаном Ино и первоначально выпущенная на его альбоме Low (1977). Британская рок-группа Joy Division первоначально называлась Warsaw, что было отсылкой к этой песне.

## Композиция и процесс записи
Аранжировка композиции призвана вызвать ощущение опустошения Варшавы во время визита Боуи в 1973 году. Таинственные слова песни и кусок мелодии в середине песни основаны на записи «Helokanie» польской фолк хоровой, хотя лирика в песне фонетическая, в ней нет ни слова на польском. Боуи приобрел запись Śląsk, исполняющей эту песню, во время остановки в Варшаве.
Песня была написана с опорой на спонтанные и глубоко экспериментальные наработки Ино. Боуи выбрал создание текстуры вместо песни, которая бы соответствовала контексту других песен с альбома. С помощью метода Ино "запланированных несчастных случаев" был вручную создан клик-трэк в 430 кликов. Из этих кликов некоторые были выбраны случайным образом и каталогизированы. Ино и Боуи ждали, пока прозвучат их случайно выбранные щелчки, прежде чем сыграть случайно заданные аккорды. Когда щелчки были удалены, основной скелет изменений аккордов остался, и промежутки были заполнены их партиями, с Ино на инструментах и Боуи на вокале.
Результатом стала песня, состоящая из 4 секций. Первый раздел сессий спонтанный и в основном основанный на октавах. Потом на 1:17 гармония пропадает, и заглавный аккорд меняется на F# и после начинается вторая, самая долгая часть. В 3:47 ключ снова меняется, текстура снова истончается, и вокальная партия Боуи начинается. В 5:24 финальная секция начинается и эта секция просто основывается на повторение второй части.
Все вокальные партии были придуманы и исполнены Боуи, несмотря на присутствие 110 голосов. Ино отметил, что несмотря на его склонность к долгой работе над своими (синтезатор) наработками, Боуи исполнил все свои партии за 20 минут.

## Участники записи
- Дэвид Боуи — вокал
- Брайан Ино — синтезатор, фортепиано, чемберлин